# Pachytriton brevipes
Pachytriton brevipes é uma espécie de anfíbio caudado pertencente à família Salamandridae. Endêmica da China.